# 土田圭介

『ボクらの翼 』
ワトソン紙、鉛筆、木製パネル
鉛筆画　　728×1030mm

土田圭介（KEISUKE TSUCHIDA、1974年 - ）は、日本の画家。新潟県出身。千葉県在住。
京都芸術短期大学（現・京都造形芸術大学）卒業。
主に個展で活動。無所属。

## 特徴
鉛筆画による作画のほとんどを10H〜10Bの鉛筆の縦ストロークのみで描くという描き方に特徴がある。

## 受賞歴
- 二科デザイン部イラスト部門　奨励賞（2002年）（東京都美術館、上野の森美術館）[1]
- デザイン展CHIBA2002 千葉美術協会賞一席（2002年）（千葉県立美術館）[2]
- 二科デザイン部イラスト部門 大賞（2003年）（東京都美術館、上野の森美術館）[3]
- デザイン展CHIBA2003 会友賞（2003年）（千葉県立美術館）
- 二科デザイン部自由部門部門 特選賞（2004年）（東京都美術館、上野の森美術館）[4]
- 二科デザイン部イラスト部門 奨励賞（2004年）（東京都美術館、上野の森美術館）[4]
- 二科デザイン部自由部門部門 特選賞（2005年）（東京都美術館、上野の森美術館）[5]
- 二科デザイン部イラスト部門 奨励賞（2005年）（東京都美術館、上野の森美術館）[6]
- 二科デザイン部自由部門 会友賞（2006年）（東京都美術館、上野の森美術館）[7]
- 千葉市展 千葉市長賞（2007年）（千葉市美術館）
- 千葉市展 千葉市美術館長賞（2008年）（千葉市美術館）
- 二科デザイン部イラスト部門 会友賞（2008年）（国立新美術館）[8]
- 二科デザイン部イラスト部門 会友賞（2009年）（国立新美術館）[9]
- 千葉市展 依嘱優秀賞（2009年）（千葉市美術館）
- PANT50-VOL2 PIギャラリー賞（2014年）（PIギャラリー）
- WACOMモノクロイラストコンテスト 最優秀賞（2020年）

## 主な展覧会
- 個展（千葉　みつばち保険ファーム）2010年
- 個展（東京　小野画廊Ⅱ）2010年
- 個展（東京　EHARA GALLERY）2012年
- 個展（東京　ミレージャ ギャラリー）2012年
- 個展（東京　ギャラリーニイク）2013年
- 個展（東京　ギャラリーニイク）2014年
- 個展（東京　ギャラリーニイク）2015年
- 個展（愛知　PIギャラリー）2015年
- 個展（千葉　木内ギャラリー）2017年
- 個展（東京　ギャラリーニイク）2017年
- 個展（東京　artlab Melt Meri）2018年
- 個展（東京　ギャラリーニイク）2019年
- 個展（東京　武蔵野市立吉祥寺美術館）2020年
- 個展（神奈川　art Truth）2020年
- 個展（東京　武蔵野市立吉祥寺美術館）2022年
- 個展（東京　丸善・丸の内本店4階ギャラリーB）2023年
- 個展（東京　ギャラリーニイク）2024年

## インタビュー
- プロの机（TALENS CLUB）[10]
- ブレイク前夜～次世代の芸術家たち～
- NEXTYLE